# ТЕС Кас-Тресорер
ТЕС Кас-Тресорер (Cas Tresorer) – теплова електростанція на іспанському острові Майорка. 
В 2006 та 2010 роках на майданчику станції ввели в дію два однотипні парогазові блоки комбінованого циклу одиничною потужністю по 230 МВт, у кожному з яких дві газові трубіни потужністю по 75 МВт живлять через відповідну кількість котлів-утилізаторів одну парову турбіну з показником 80 МВт.  
Як паливо станція використовує природний газ, який надходить по трубопроводу Монтеса – Майорка.
Видача продукції відбувається по ЛЕП, що працюють під напругою 220 кВ та 66 кВ.